# يوري ليبيديف
يوري ليبيديف (بالروسية: Юрий Лебедев)‏ (21 يناير 1987 سانت بطرسبرغ روسيا - ) هو لاعب كرة قدم روسي يلعب كمدافع.

## وصلات خارجية
يوري ليبيديف على موقع قاعدة بيانات كرة القدم.إي يو (الإنجليزية)